# Hellgrammite
Hellgrammite è un personaggio immaginario, un super criminale che compare nei fumetti della DC Comics. Comparve per la prima volta in The Brave and The Bold n. 80 (ottobre-novembre 1968).

## Biografia del personaggio
Un entomologo di nome Roderick Rose, l'Hellgrammite, si sottopose ad un processo mutagenico che lo trasformò in un insetto umanoide simile ad un grillo. Possiede una forza sovrumana e abilità di salto, il potere di secernere dei bozzoli da contenimento o da trasformazione, o di ricoprirsi di un esoscheletro super-resistente. La maggior parte dei suoi piani girano attorno alla voglia di trasformare gli altri in versioni subordinate e più deboli di sé, portandoli a scontrarsi con Batman e Creeper in Brave and The Bold n. 80, e contro Freccia Verde e Black Canary in World's Finest Comics n. 248 e n. 249.
Nell'Universo DC post-Crisi, Hellgrammite ritornò come ricorrente nemico di Superman, incontrando per la prima volta l'Uomo d'Acciaio dopo essere stato assunto per uccidere Lex Luthor. Durante ilcrossover Underworld Unleashed, fece un patto con Neron, scambiando la sua anima per una forza fisica incredibilmente accresciuta e l'innata capacità di trasformare gli altri in larve. In un crossover speciale, Underworld Unleashed: Patterns of Fear, si fece riferimento ad un suo secondo alias, Robert Dobson. Lo special confermò anche che la sua storia pre-Crisi è largamente intatta.
Sebbene ci fossero delle voci riguardanti la morte di Hellgrammite come membro della Suicide Squad durante la crisi Imperiex, fu invece un criminale di nome Larvanaut a morire. Fu visto vivo in Un Anno Dopo, sempre come nemico di Superman, agendo come sicario per l'Intergang.

## Altri media

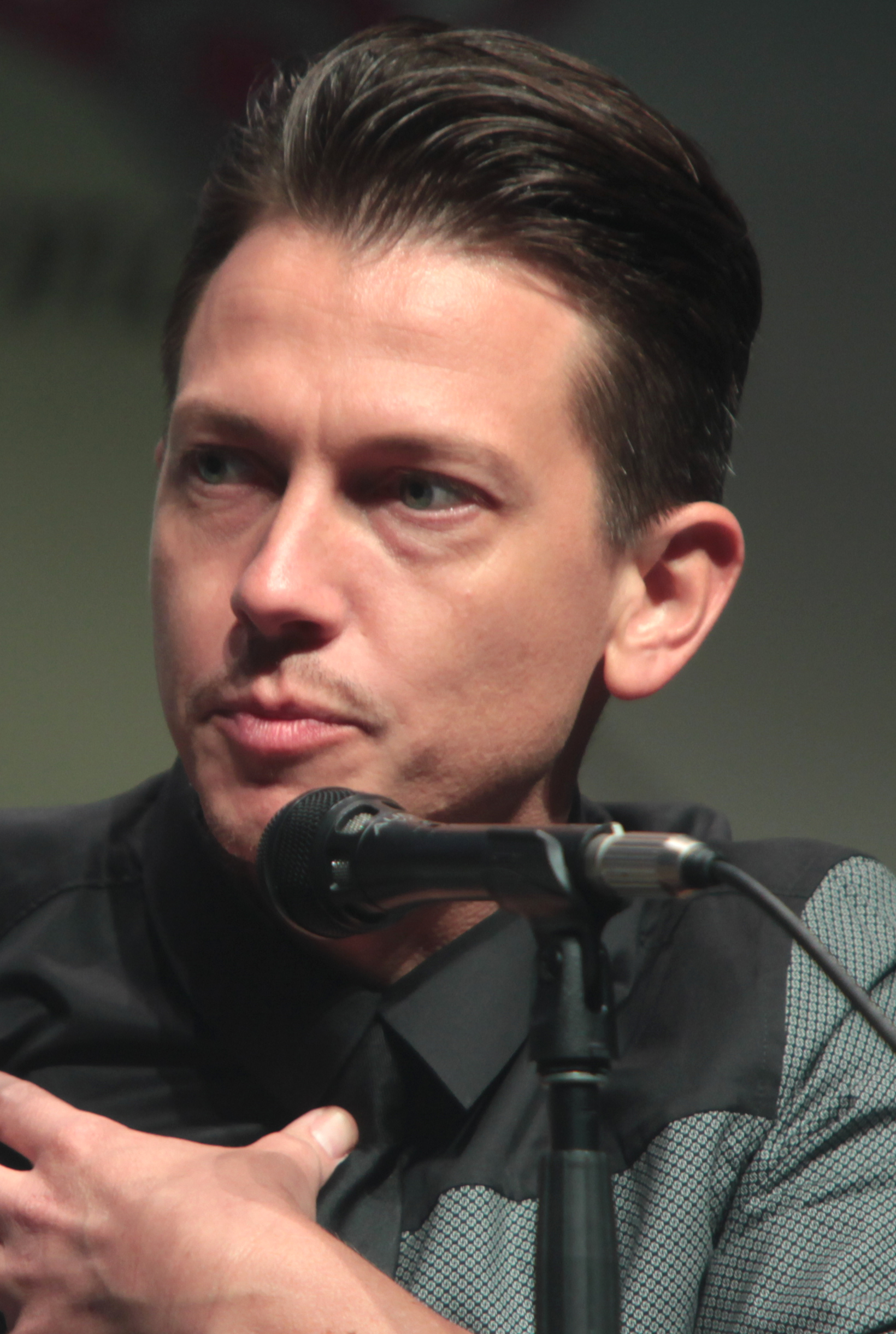
Justice Leak interpreta Hellgramnite in Supergirl

- L'Hellgrammite compare nella serie televisiva Supergirl, interpretato da Justice Leak. Questa versione è un membro di una razza aliena nota come gli Hellgrammiti in grado di mimare le sembianze umane. Possiede inoltre una forza sovrumana e l'abilità di lanciare degli spuntoni con potenza sufficiente a penetrare il metallo. A causa della sua chimica aliena, è alla ricerca di fonti di DDT per sopravvivere, che è il materiale più vicino al cibo della sua razza. Qui, è uno dei prigionieri evasi dalla prigione Kryptoniana Fort Rozz quando questa si schiantò sulla Terra dopo essere stata accidentalmente spinta fuori dalla Zona fantasma. Nell'episodio Più forti insieme, l'Hellgrammite viene costretto da Astra Zor-El a catturare sua nipote, Supergirl, e viene ucciso in una successiva battaglia da Alex Danvers.
- L'Hellgrammite animato comparve anche in un numero di The New Batman Advetures, che si ispirava a Brave and The Bold n. 80.
- In Justice League Unlimited, Hellgrammite era un membro del Meta-Brawl di Roulette, e successivamente comparve come membro della Società segreta dei supercriminali e partecipò all'insurrezione da parte di Grodd e sconfisse Cheetah. Lui e altri criminali furono poi congelati da Killer Frost nell'ultima puntata.